# 金剛頂寺 (室戸市)
金剛頂寺（こんごうちょうじ）は、高知県室戸市元乙に位置する真言宗豊山派の寺院。龍頭山（りゅうずざん）、光明院（こうみょういん）と号す。本尊は薬師如来。四国八十八箇所第二十六番札所。
室戸市周辺では西寺とよばれる。
- 本尊真言：おん ころころ せんだりまとうぎ そわか
- ご詠歌：往生に望みをかくる極楽は　月のかたむく西寺（にしでら）の空

## 概要

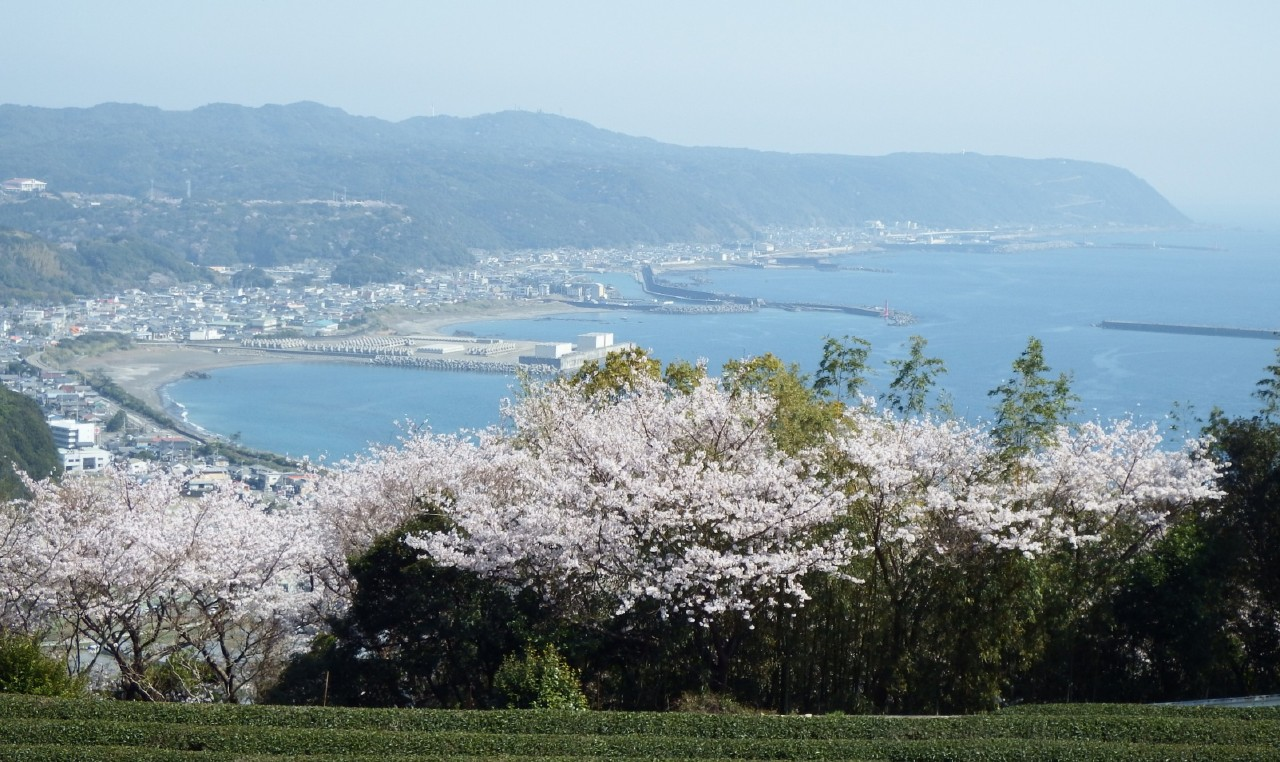
本坊の桜

当寺は標高165 m辺りの三角山の中腹にあり、室戸岬を臨め眼下に太平洋が広がる行当岬上部の景勝地にある。北東の鬼門に約7 km離れた池山池に池山神社、南西の裏鬼門に約1.5 km離れた崎山地区に法満宮を配して創建された。当寺から南に下がった海岸は行当岬の東側にあたり、硯が産出されたことから硯が浦とも呼ばれる。
『拾遺往生伝』によると、当寺11世住職・蓮薹（れんたい）は、承徳2年（1098年）6月7日、高野山からの帰り道で「南無弘法大師遍照金剛菩薩」と云えりとあって、大師宝号を初めて唱えたとされている。

## 歴史
寺伝によれば、空海（弘法大師）にとって最初の勅願寺の創建として、大同2年（807年）平城天皇の勅願により、本尊薬師如来を刻んで「金剛定寺」と号し、女人禁制の寺院であったという。次の嵯峨天皇が「金剛頂寺」の勅額を下賜し、その寺名に改められた。『南路志』（江戸時代の土佐の地誌）所収の寺記によれば、大同元年、唐から帰国途次の空海が当地に立ち寄り創建したとされる。同寺記によれば、さらに次の淳和天皇も勅願所とし、住職も10世まで勅命によって選定され、その後の16世・覚有の頃まで寺運は栄え、多い時は180人余の修行僧がいた。
鎌倉時代になると無縁所となり、体制から逃れた人々をすべて受け入れ「西寺乞食（にしでらこつじ）」と呼ばれるようになり、侵すことのできない聖域として存在した。
文明11年（1479年）には堂宇を罹災したが、長宗我部元親が寺領を寄進しているほか、土佐藩主山内家の祈願所とされ、復興は早く整備された。その後、1899年（明治32年）の火災で大師堂・護摩堂以外の伽藍を焼失し、本堂ほか現存する堂宇は再建である。阿南室戸歴史文化道の指定を受けている。

## 境内

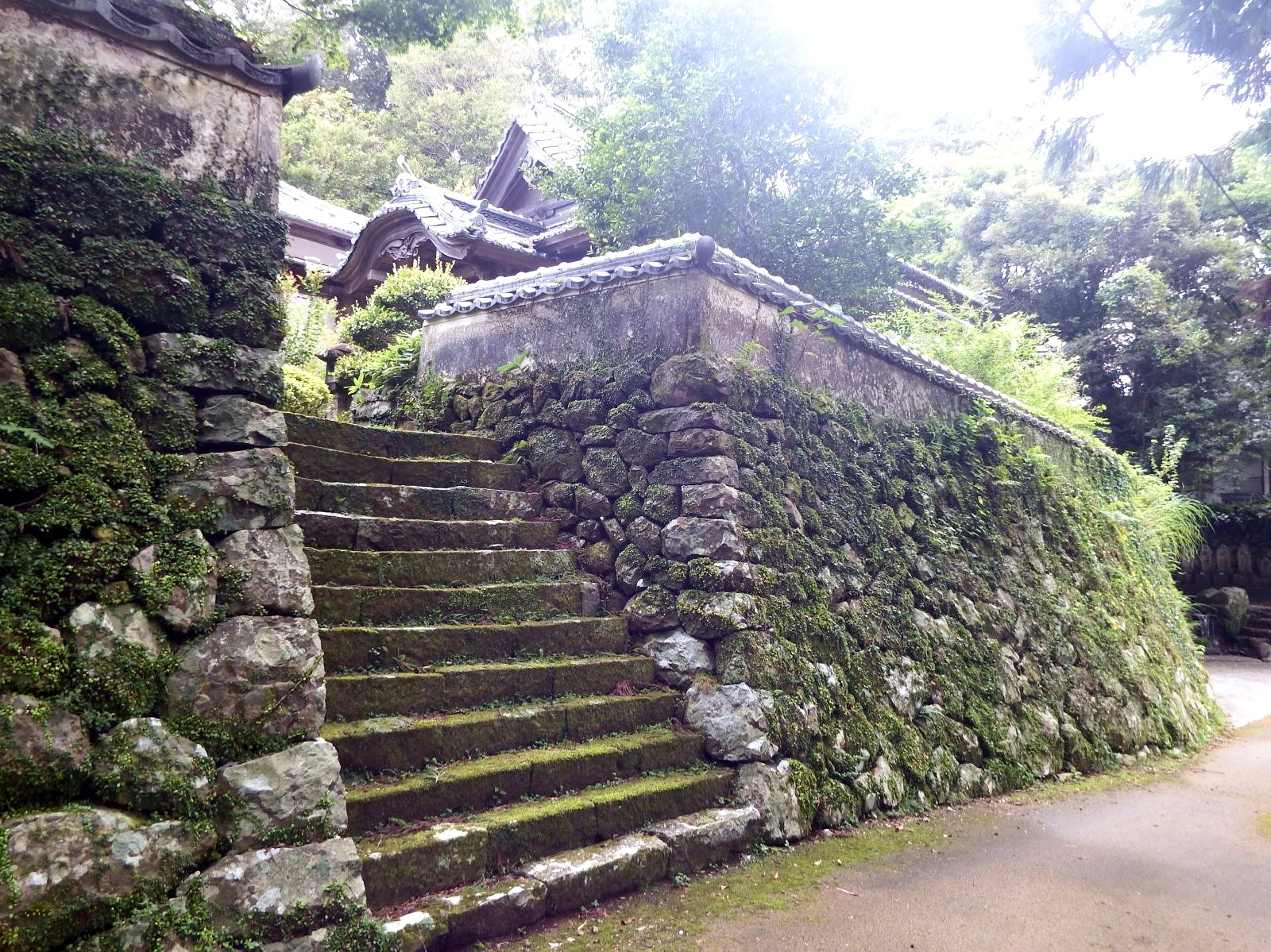
勅使門跡

- 山門（仁王門）：1913年（大正2年）再建、 仁王像は1984年（昭和59年）に造像。
- 本堂：1982年（昭和57年）京都高雄山神護寺の金堂を模して再建、本尊前立仏はその本尊を模して造られている。大晦日から正月八日にかけて、金箔塗の本尊薬師如来坐像が開帳され、普段は木彫りで素地の前立の薬師如来立像・日光月光菩薩立像さらに十二神将と不動明王半跏像がずらりと並ぶ。
- 大師堂：寛文5年（1665年）再建。本尊は弘法大師半躰像[注釈 3]。神護寺の板彫弘法大師像（重要文化財）は正安4年（1302年）に性仁法親王が仏師定喜を当寺に派遣し当寺の大師堂本尊を模刻して造させ[4]、表情は少し異なるが顔はそっくりである。毎年、開帳は旧暦3月21日。室戸世界ジオパークセンターに当大師像のレプリカが展示されている。
- 霊宝殿：1959年（昭和34年）建立、 重要文化財の数々が納められている。
- 鐘楼堂：六本柱の吹き流し形式、2003年（平成15年）再建。地形上、定規筋を入れた筋塀をめぐらせないので、柱の本数で格式の高さを表す。
- 稚児大師石像
- 捕鯨八千頭精霊供養塔
- 一粒万倍の釜：多くの修行僧がいた頃この釜でご飯を炊いたと云われる。
- がん封じの椿霊木
- 智光上人廟：第二世住職、承和2年（835年）4月21日入滅。安産祈願の石が御廟を囲んでいる。出産前に持ち帰り出産後に戻す。
- 北向地蔵堂祠：地蔵石像

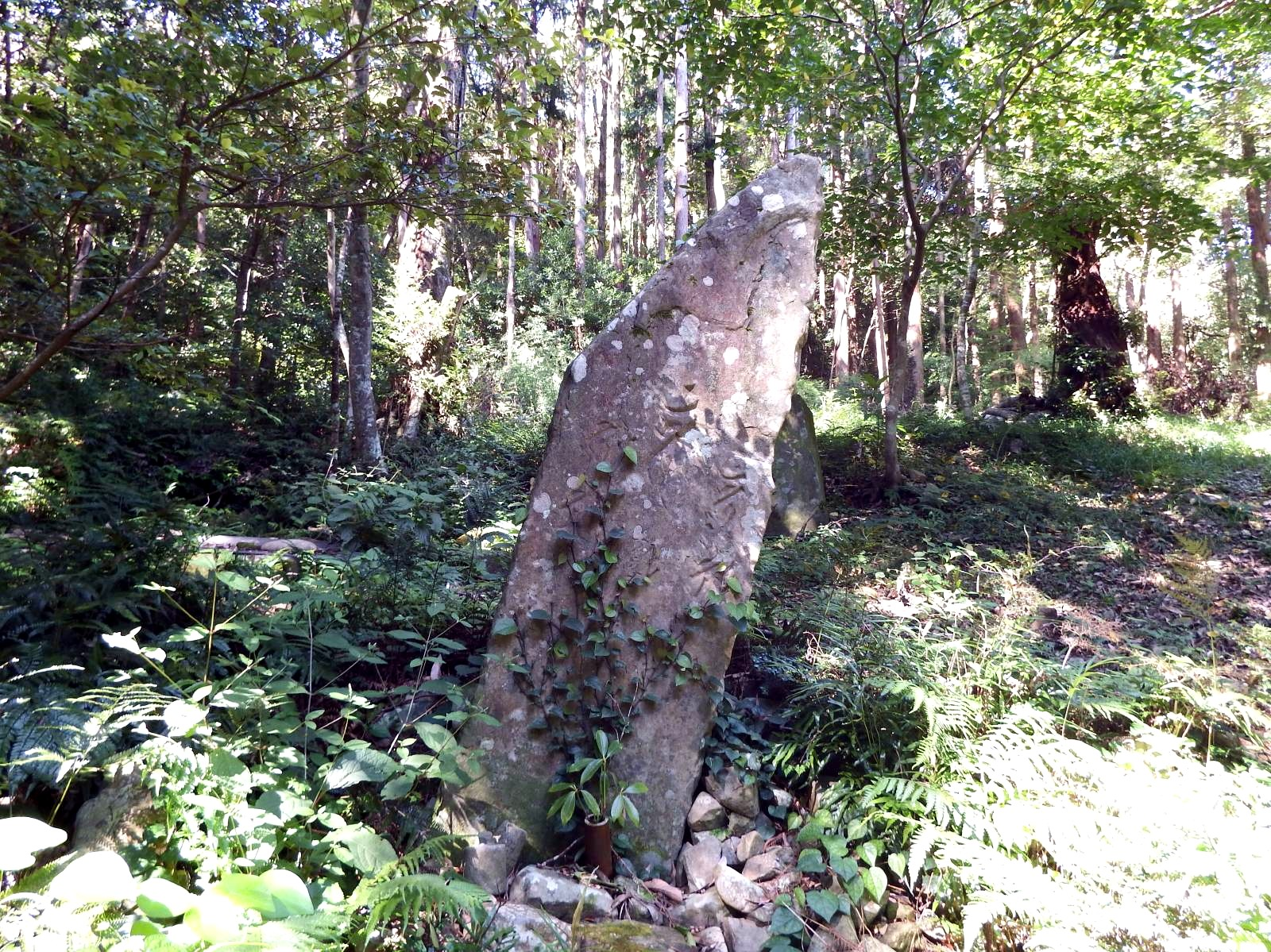
五智如来石碑

- 五智如来石碑：県最古の石板塔婆で五如来の梵字や光明真言が刻まれ嘉元3年（1305年）8月18日の刻印がある。
- 姿見の池：空海がこの池に写った自分の姿を見て刻んだという。上記石碑の前にある。
- 多宝塔跡：本堂の向かって右奥の丘。1327年に造られた板彫真言八祖像が塔内部の壁に掛かっていたが1479年塔は焼失。1689年の『四国遍礼霊場記』には描かれていないが1800年の『四国遍礼名所図会』には描かれており1899年に再度焼失。その後再建されず。
- 本堂エリアへの石段：本坊側（西）から上がる石段は鬼門にあたり、参詣者はこの石段を使って出入りしてはいけない。
- 弁財天祠
- 勅使門跡：現在、門は無く12段の石段の先に灌頂堂がある。
- 護摩堂（本坊）：寛文5年（1665年）再建。本尊・理源大師聖宝、宿泊者のみ朝の勤行のときだけ参拝可
- 魚籃観音（ぎょらんかんのん）石像
- 三十六童子像：宿坊前の駐車場脇にある
- 歌碑：空海「法性の室戸といえどわがすめば 有為の波風よせぬ日ぞなき」が大師堂の裏にある。

駐車場から厄坂の石段を上って途中に山門があり、さらに上り詰め84段上がると広い境内に入る。すぐ左側に手水場が、左に回り込むと大師堂がある。正面奥に間口の広い鉄筋コンクリートの本堂が建っている。本堂手前に鐘楼、数々の重文が収蔵されている霊宝殿は本堂の左にあり地下でつながっている。境内伽藍エリアから左方向に数段下りると小さな池があり中に弁財天の祠がある。その先に行くと宿坊があり、さらに奥の本坊と通路でつながっていて、通路の本坊側に護摩堂がある。本坊の下段に魚籃観音石像がある。大師堂に向って右前に一粒万倍の釜がある。納経所は本堂の手前左にある。智光上人廟は鐘楼と本堂の間から山林の中に入った奥にあり、その途中にヤッコソウの自生地がある。
- 西寺檀信徒会館（宿坊）：定員100名
- 茶室「影向庵」

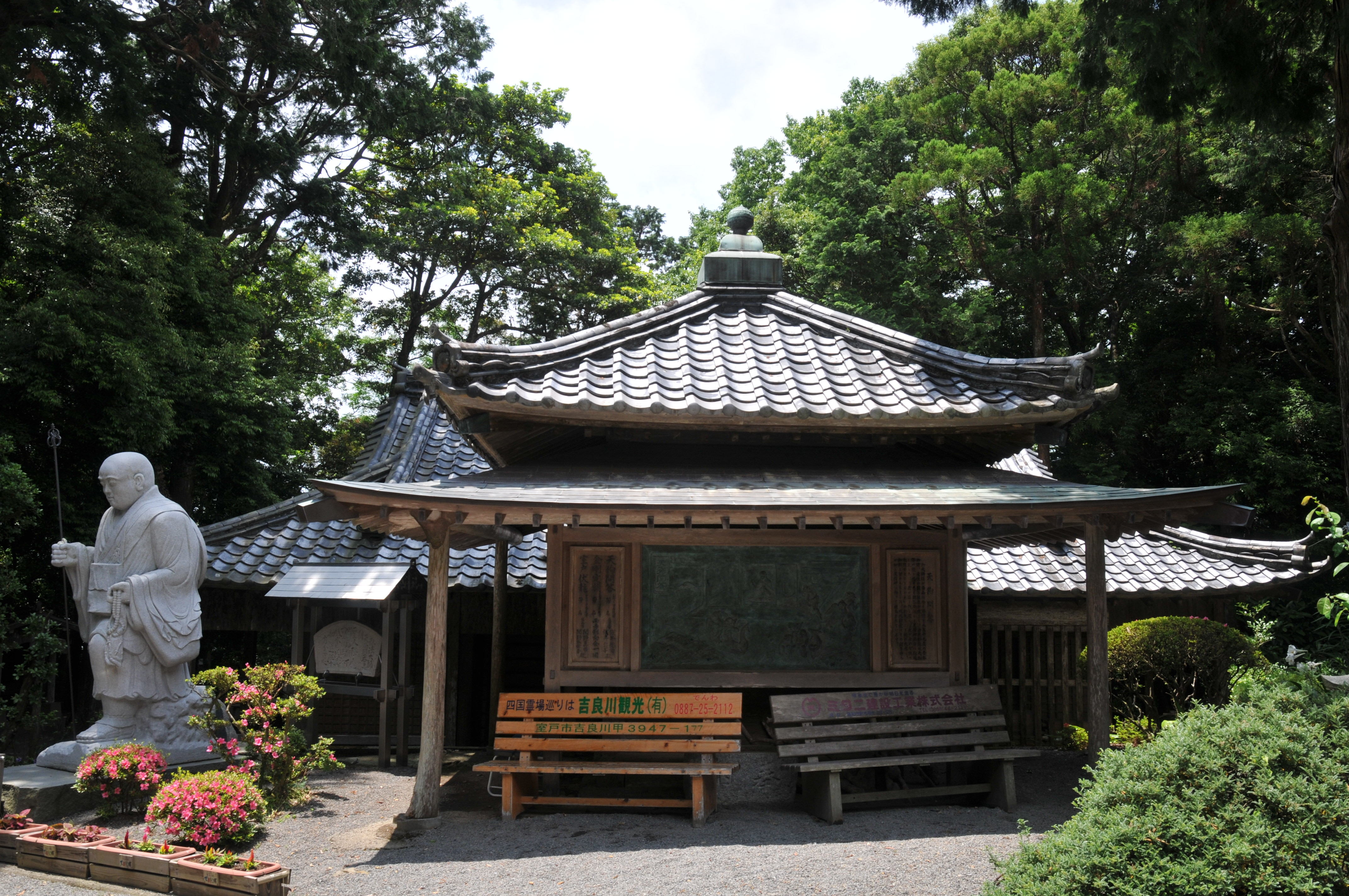
大師堂裏の三面のレリーフ
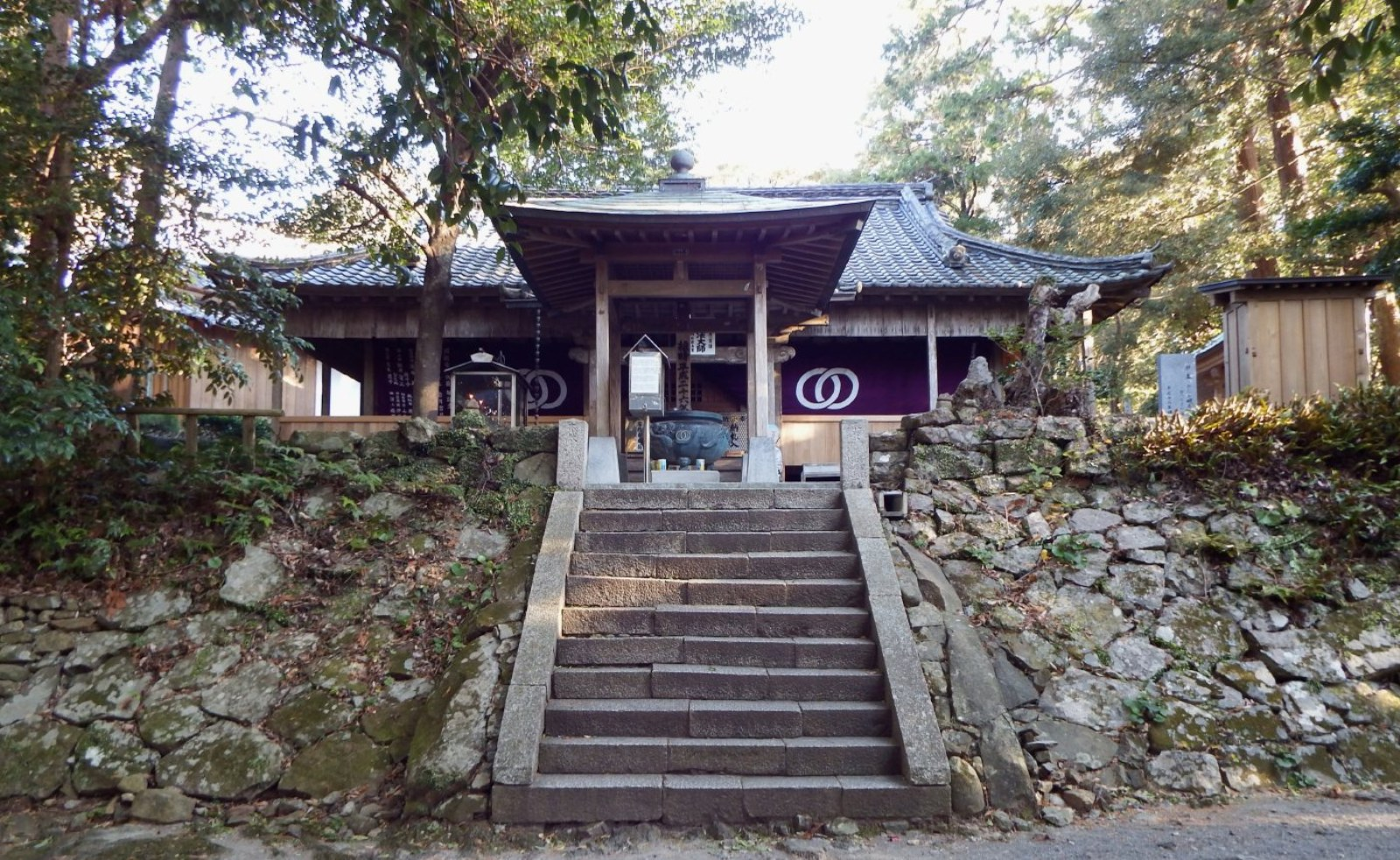
大師堂
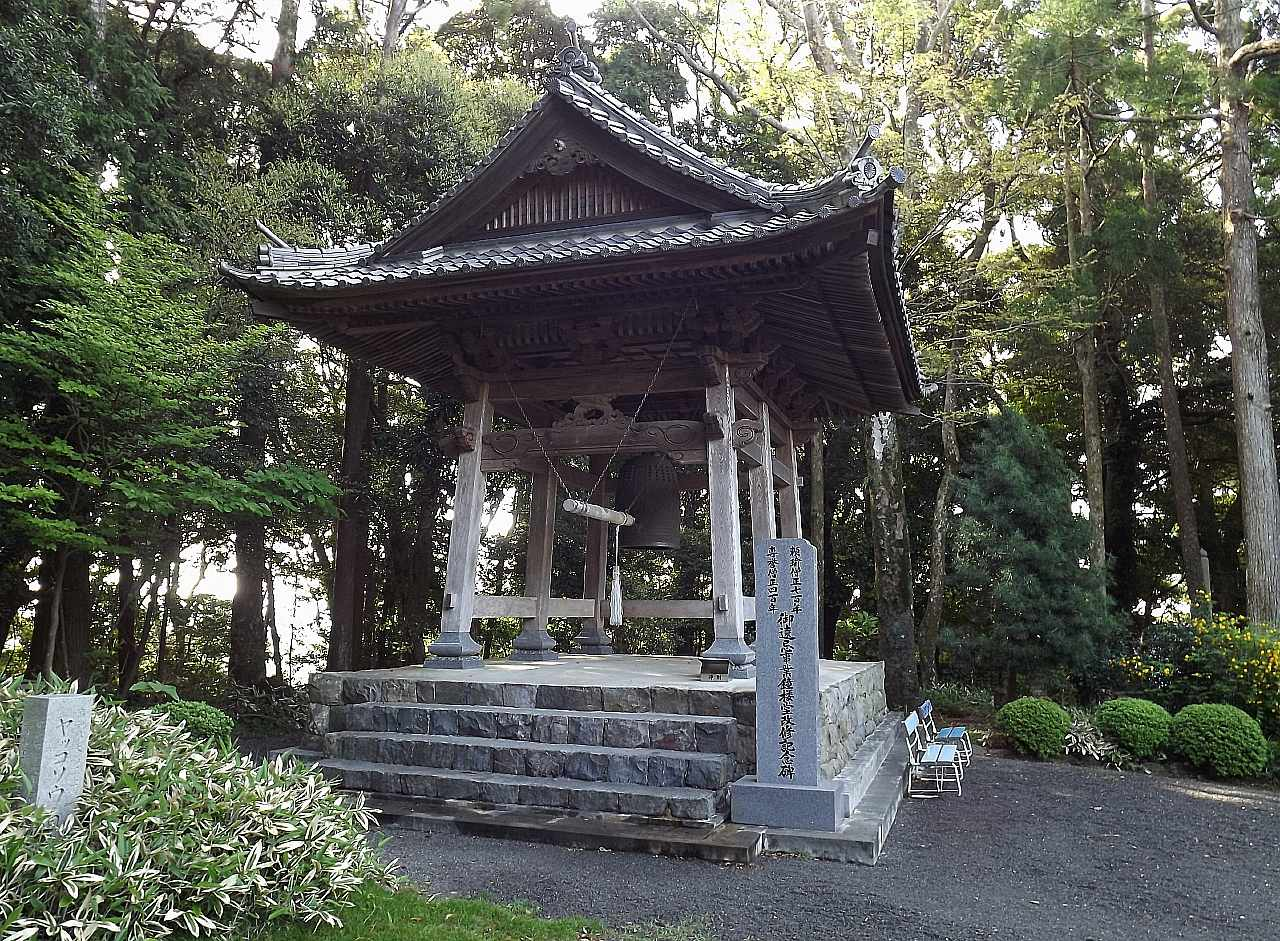
6本柱の鐘楼堂
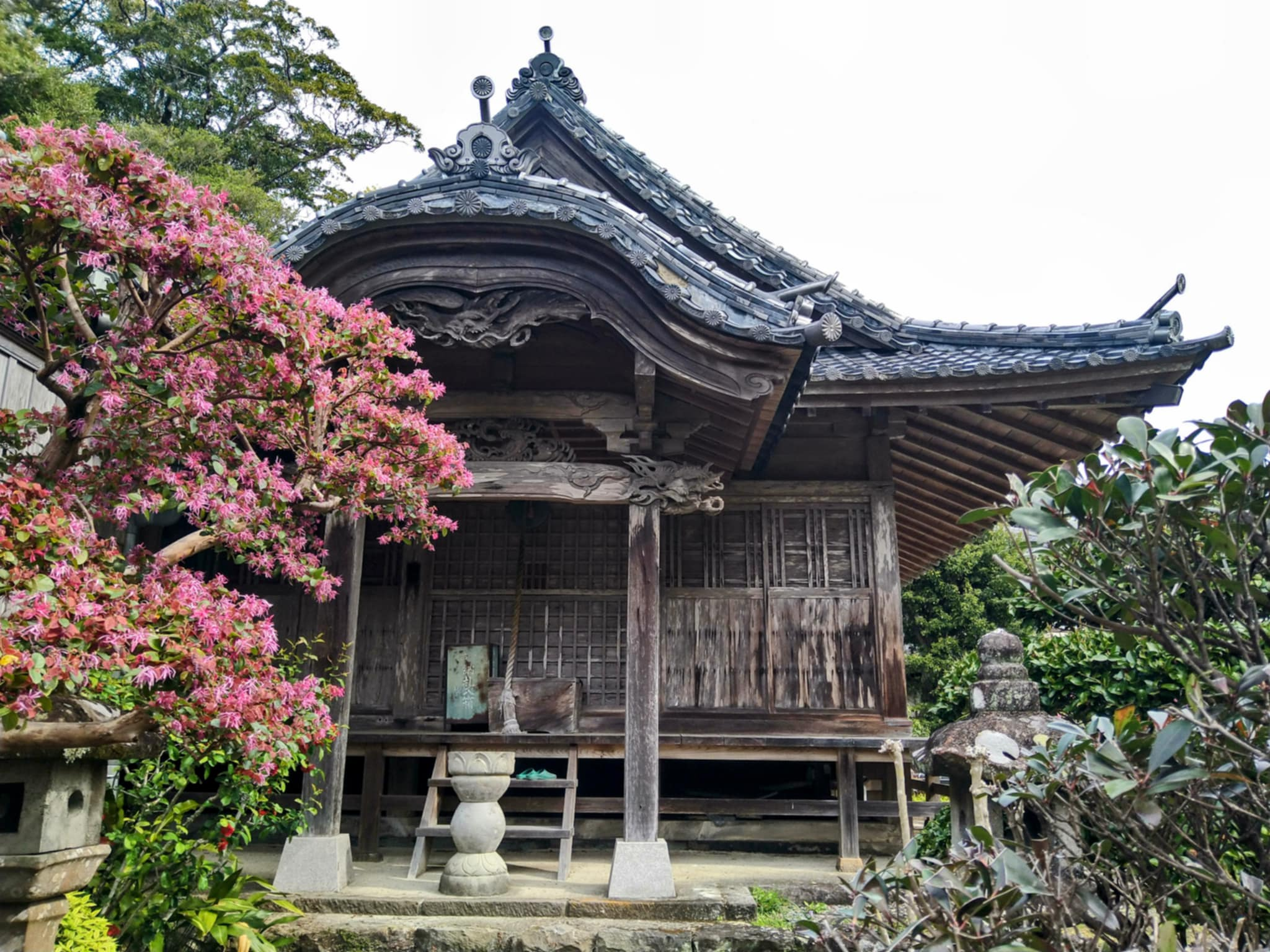
本坊の護摩堂
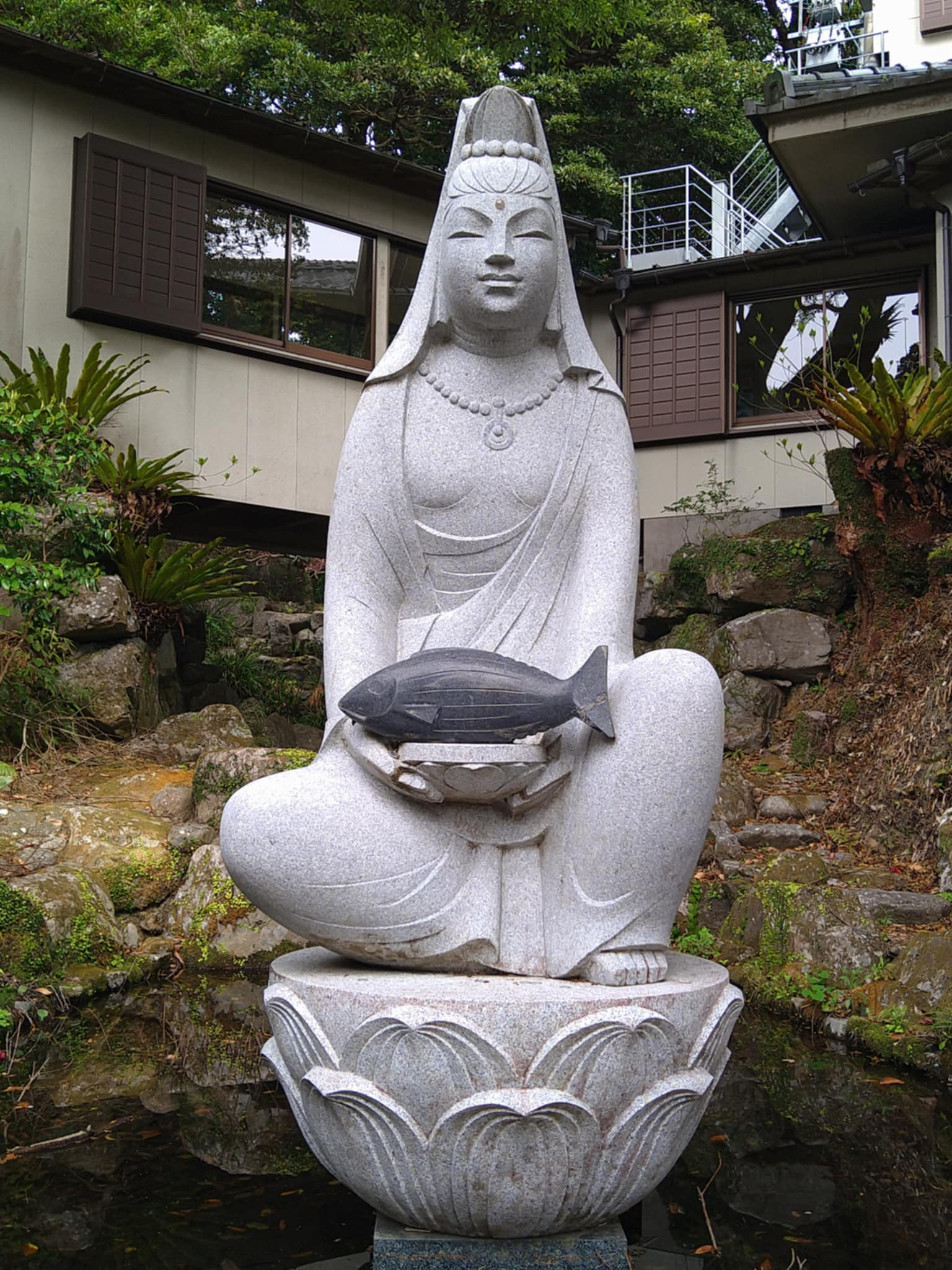
魚籃観音

- 大師堂裏の三面のレリーフ：『弘法大師行状絵詞（ぎょうじょうえことば）巻二 金剛定額（こんごうじょうがく）』（南北朝時代制作・東寺所蔵・重文）の場面。「金剛定額」空海が楠の洞穴に自身の姿を描くと魔物たちは寄り付かなくなったという。「天狗問答」空海が19才のとき修行をしたころ当地は魔性の物の往来が激しく天狗等を問答勝伏し足摺岬の西方へ駆逐し来障させないためその方向に向かって大師堂は建っている。「室戸伏龍」修行の邪魔をする海中から毎夜出現する毒龍を加持により退散させた。の三つの逸話を描いている。

## 文化財
国の重要文化財
- 銅造観音菩薩立像 - 1957年（昭和32年）2月19日指定[5]。

飛鳥時代後期、銅造、像高22 cm、総高29 cm。
- 木造阿弥陀如来坐像 - 1911年（明治44年）8月9日指定[6]。

平安時代後期、檜の寄木造、古色、像高88cm。
- 板彫真言八祖像 - 1914年（大正3年）04月17日指定[7]。

鎌倉時代、嘉暦2年（1327年）仏師法眼定審の作、木造板彫、彩色、寸法（縦）は龍猛88.6 cm、龍智86.4 cm、金剛智85.8 cm、不空87.4 cm、善無畏85.5 cm、一行87.4 cm、恵果87.2 cm、空海87.3 cm。各裏面に嘉暦二年、大仏師法眼定審作の墨書銘がある。現存の絵画では、天暦5年（951年）の醍醐寺五重塔の初層壁画が一番古いが、彫物では当寺のが一番古い。
- 銅鐘 - 1911年（明治44年）8月9日指定[8]。

高麗時代作。高さ57 cm、口径43cm、天女歌舞の模様があって頗る雅致に富む県下唯一の朝鮮鐘。
- 金銅密教法具 一具 - 昭和31年（1956年）6月28年指定。[9]

鎌倉時代初期作
- 火舎（かしゃ）：4口
- 花瓶（けびょう）：5口
- 六器：24口
- 輪宝及輪台：1組

- 羯磨及羯磨台：4組
- 金剛盤：1面
- 独鈷杵：1口
- 鈷杵：1口

- 四橛（しけつ）：4本
- 塗香器（ずこうき）：1口
- 灑水器（しゃすいき）：1口

- 金銅旅壇具 一具 - 1956年（昭和31年）6月28年指定[10]。

平安時代後期、高さ約25 cm、幅は約40 cm、奥行は約27 cm。
- 火舎：1口
- 花瓶：2口
- 六器：6口（内盞1口欠）
- 飲食器（おんじきき）：2口
- 金剛盤：1面
- 五鈷鈴：1口
- 五鈷杵：1口

- 灑水器：1口
- 塗香器：1口
- 燈架：2枝
- 燈盞：1口
- 箱壇：1基
- 内箱：3口

- 香薬箱：1口
- 閼伽桶：1口
- 油壺：1口
- 金剛線箱：1合
- 金剛線残欠
- 明鏡：1面

- 大毘盧遮那経：7巻 - 1968年（昭和43年）4月25日指定[11]。平安時代初頭作。
- 金剛頂経：3巻 - 1968年（昭和43年）4月25日指定[12]。平安時代初頭作。

史跡
- 土佐遍路道 金剛頂寺道 - 室戸市元甲の約650m、令和7年3月10日指定。
- 土佐遍路道 神峯寺道 - 室戸市元甲・元乙の約1.1km、令和7年3月10日指定。
- 土佐遍路道 金剛頂寺境内 - 令和7年3月10日指定。

県指定保護有形文化財
- 金剛頂寺の仏画：８幅 - 2005年（平成17年）4月1日指定[13]。

県指定天然記念物

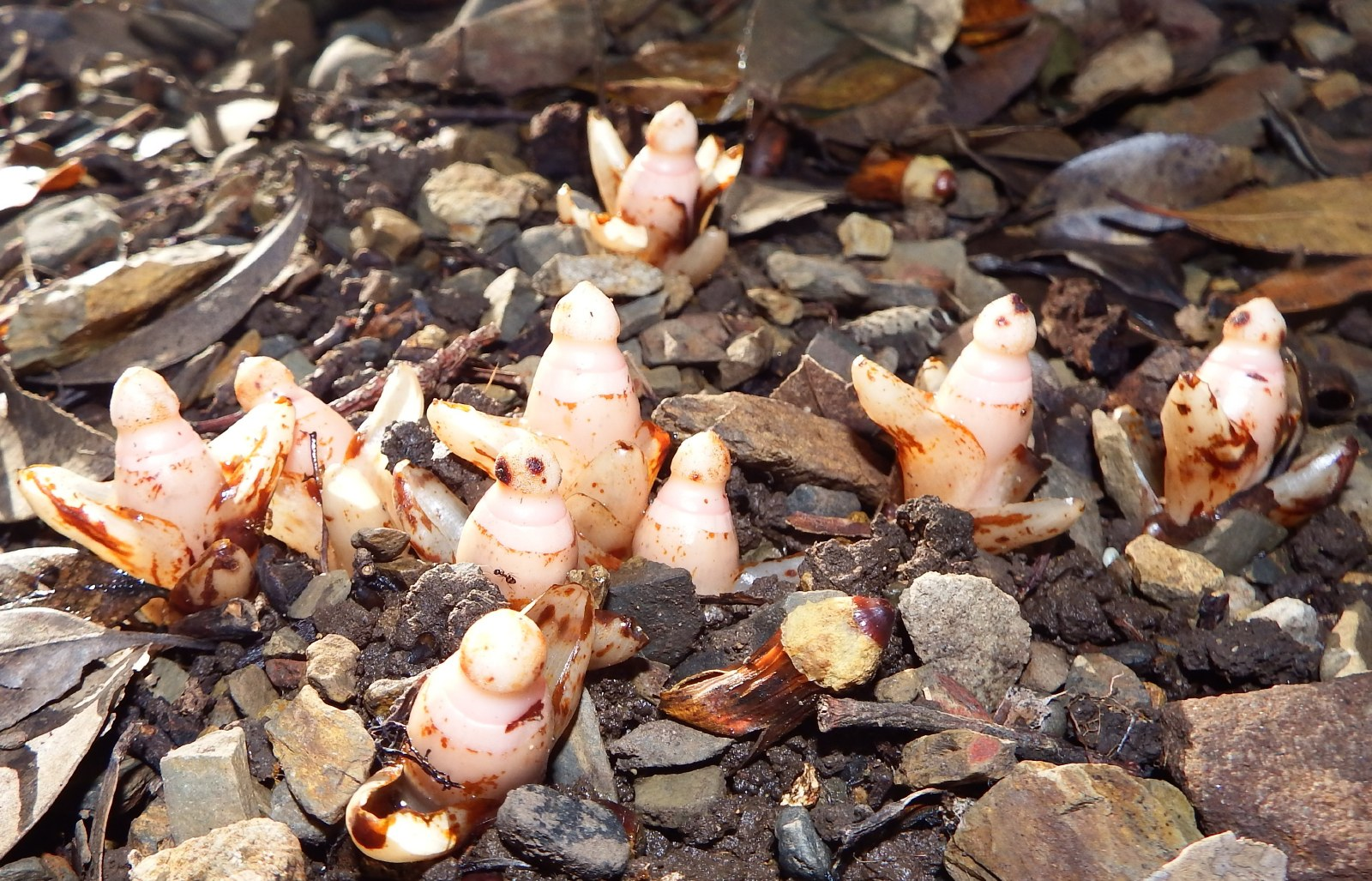
ヤッコソウ（11月下旬）

- 室戸町西寺のヤッコソウ自生地 - 昭和27年10月27日[14]。

金剛頂寺境内にあり、牧野富太郎が命名し発表した土佐ゆかりの植物。高さ10cm程度で、花季は11月下旬〜12月上旬ごろ。
室戸市指定文化財
- 絹本著色弘法大師像（鎌倉時代作）縦約107cm、横55cm

## アクセス
鉄道
- 土佐くろしお鉄道ごめんなはり線 – 奈半利駅 (18.1 km)

バス
- 高知東部交通 「元橋」下車 (1.2 km)

道路
- 国道55号 元橋 (2.3 km)
  - 駐車場：20台、大型3台（納経所にて駐車料：普通車200円、マイクロバス400円、大型バス1,000円）

## 奥の院
行道不動
行当崎（ぎょうどさき）の北側で、金剛頂寺の飛び地境内として国道55号線脇の新村集会所の背後にあり、平成23年に「行道不動」に改名、今も地元では「新村不動（しむらふどう）」と呼ばれ親しまれている。明治初頭まで金剛頂寺は女人禁制で女性は入山できず、ここで納経したので女人堂とも言われていた。大師作と云われる不動明王像が、年に一度旧暦1月28日（旧暦初不動）開帳される。平成23年にその不動堂が建て直されるとともに周辺が整備された。修行僧が行った「かいさはり」などの行場と考えられている。なお、寂本の四国徧礼霊場記に此の所は、「行道所という岩屋あり」と書かれており、ここで空海が行道を行ったとされている。南の窟で求聞持法を修し、北の窟は控えの間であったと思われている。そのすぐ下には、空海正座岩が海に突き出している。
また、駐車場の南側に木造二階建ての重厚な建物の「空海遍路文化会館」が令和3年4月オープンし、金剛頂寺大師堂の秘仏大師像などを写真パネルで紹介している。入館無料。
- 所在地：高知県室戸市元乙523番地 （不動岩）

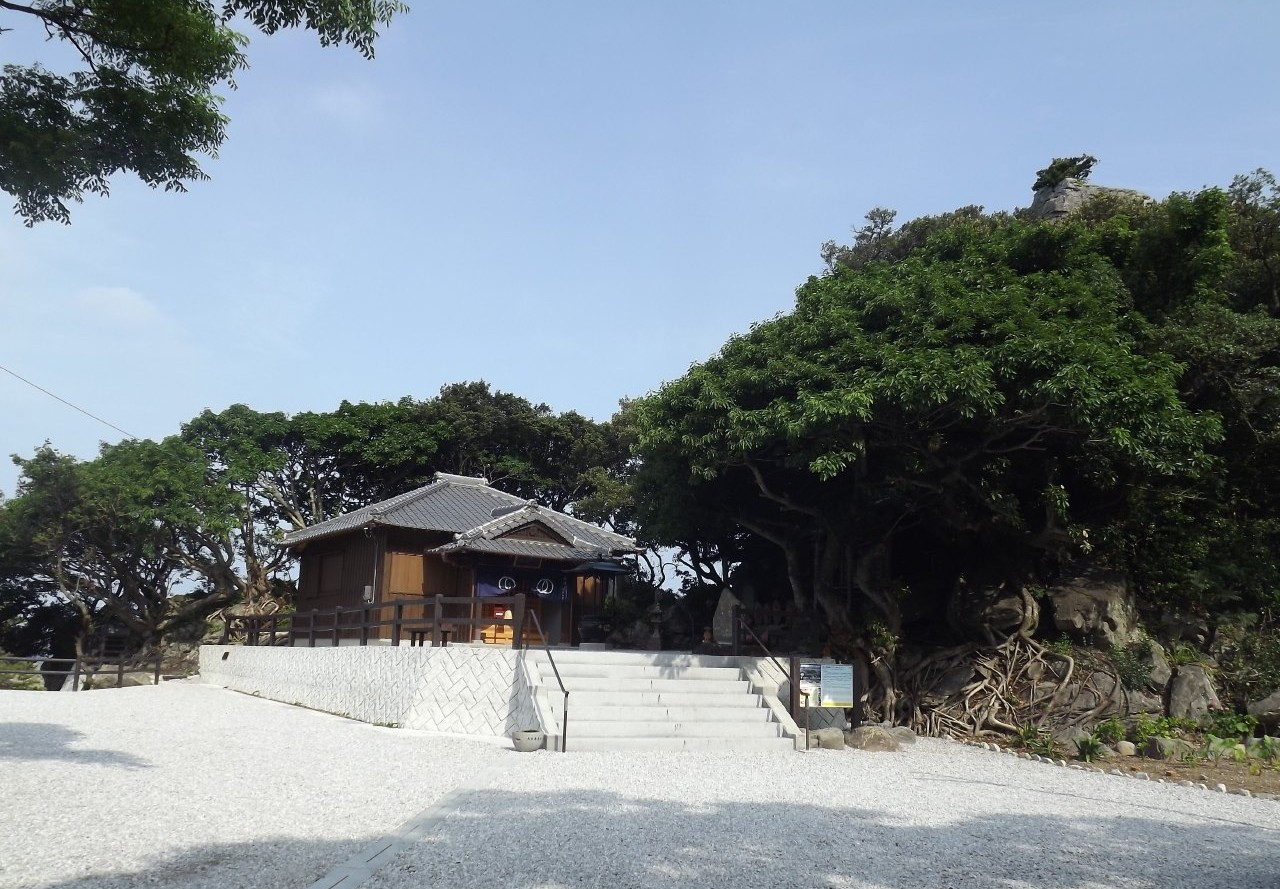
新村不動堂と不動巖
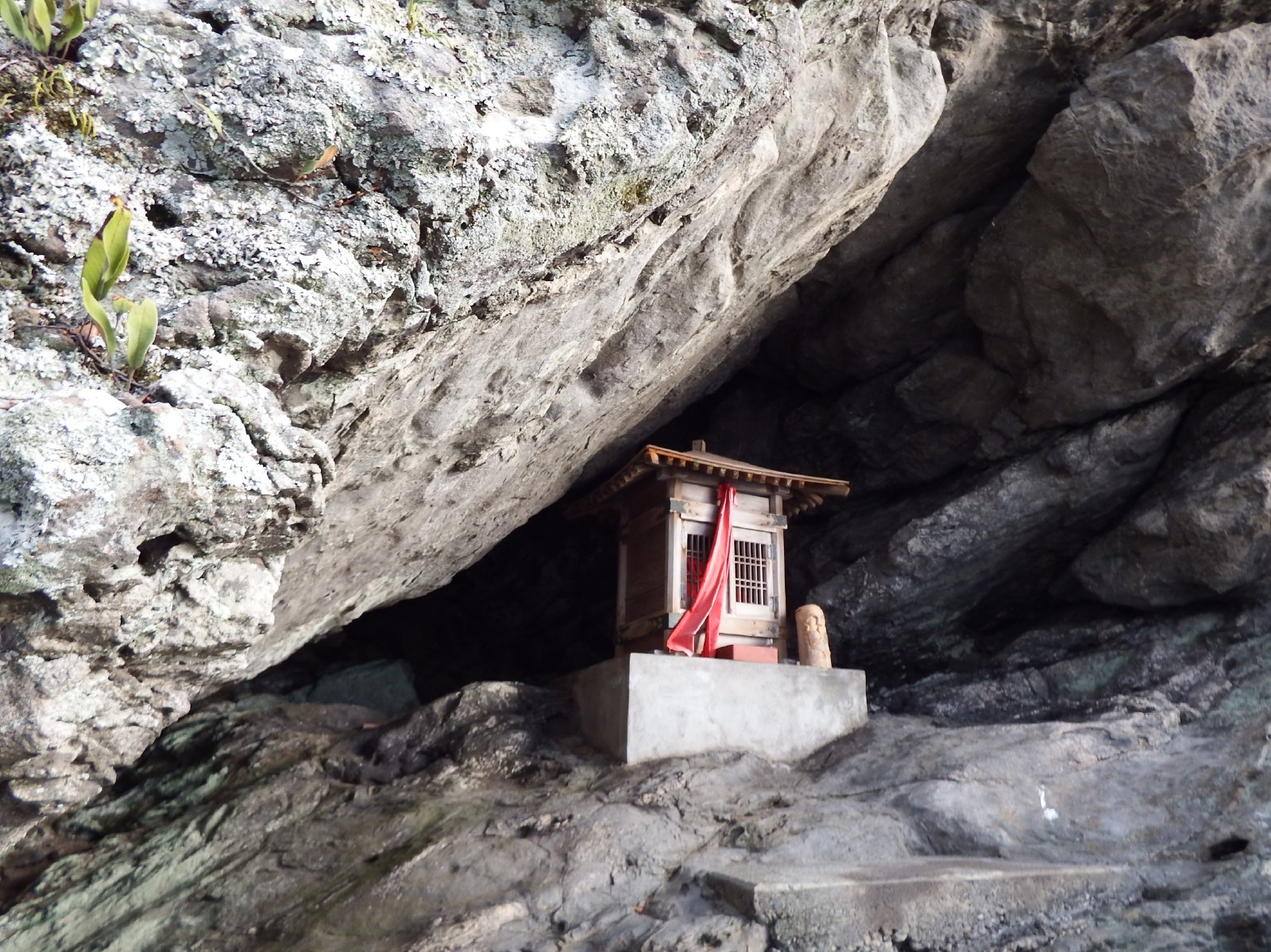
不動巖の南の窟
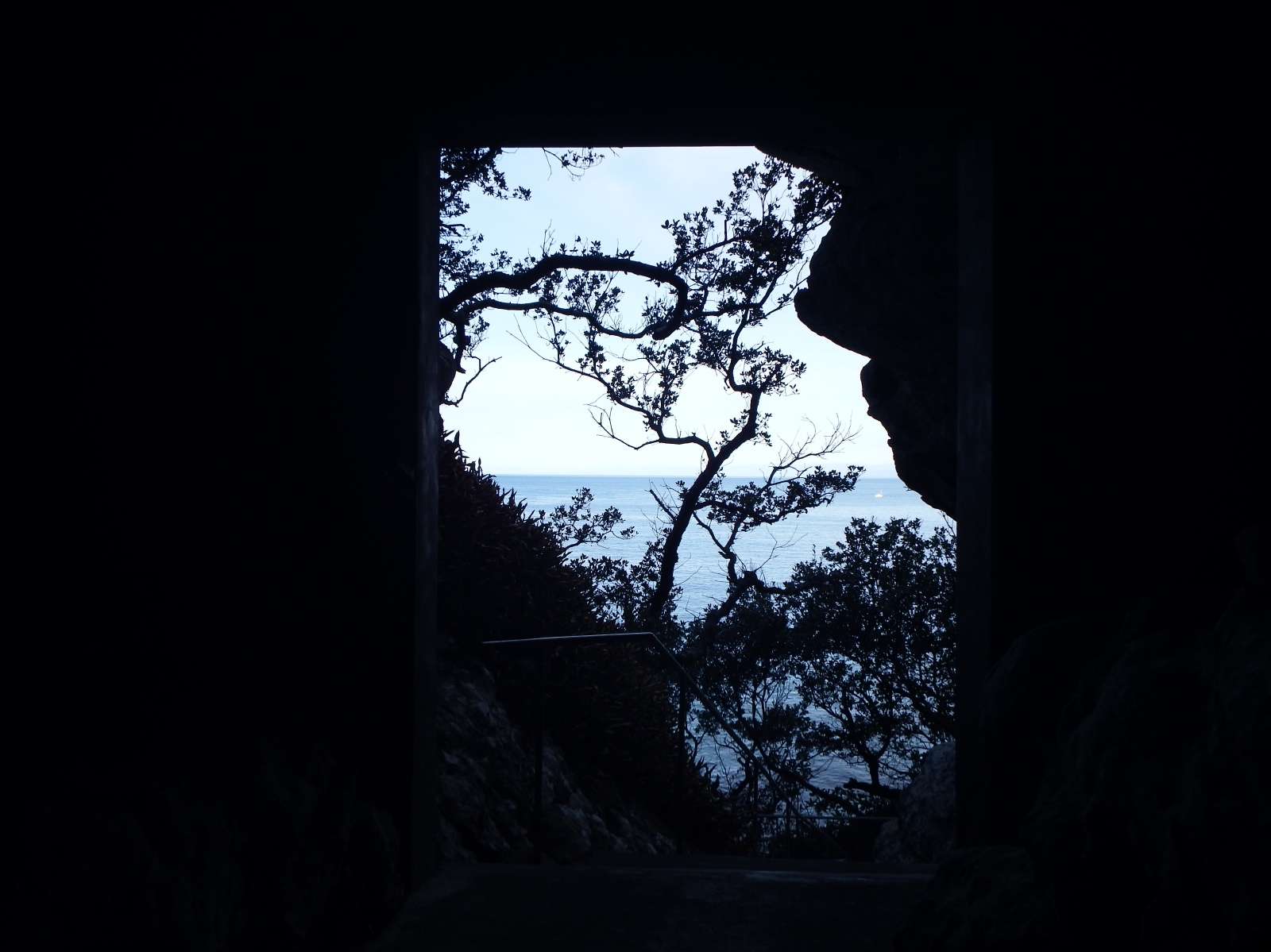
北の窟から海を見る
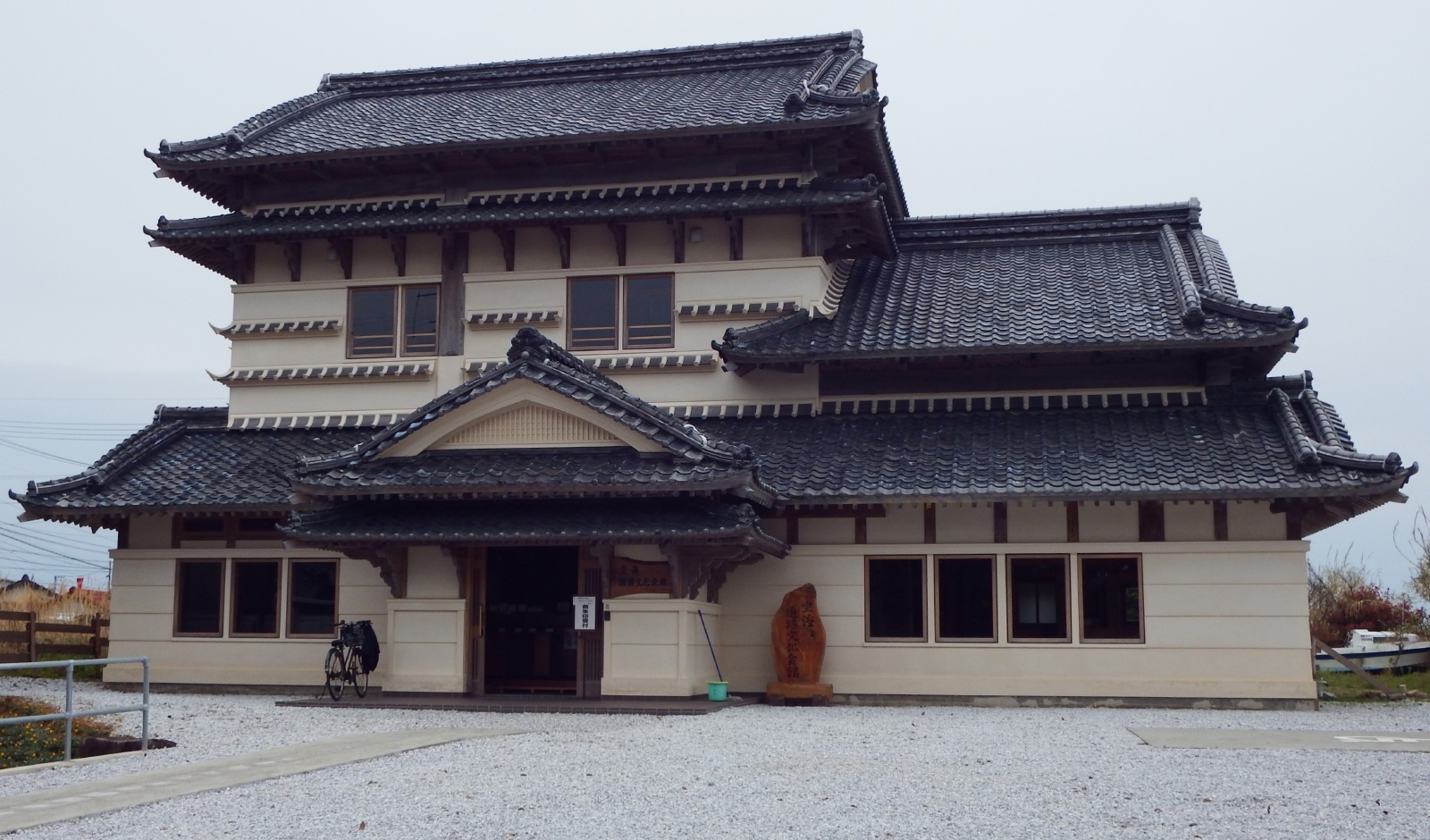
空海遍路文化会館

池山神社
池山池は麓から2時間位登山した標高537 mの山頂部分にあり水はほとんど無くアシで覆われていて、その中の島に祠がある。元は当寺の鬼門を守る鎮守として造られた。大蛇伝説のある池である。
- 所在地：高知県室戸市奥郷 （池山神社）

法満宮
当寺から不動岩へ下る遍路道分岐にあり、左に下りていくと不動岩方面である。元は当寺の裏鬼門を守る鎮守として造られた。鳥居があり神門があり、拝殿の背後の石段を上がったところに大きい祠の本殿がある。空海が唐へ渡る直前に航海の安全と目標達成のために登拝し祈ったと云われる北九州の宝満山からの勧請であるかもしれない。
- 所在地：高知県室戸市崎山 （法満宮）

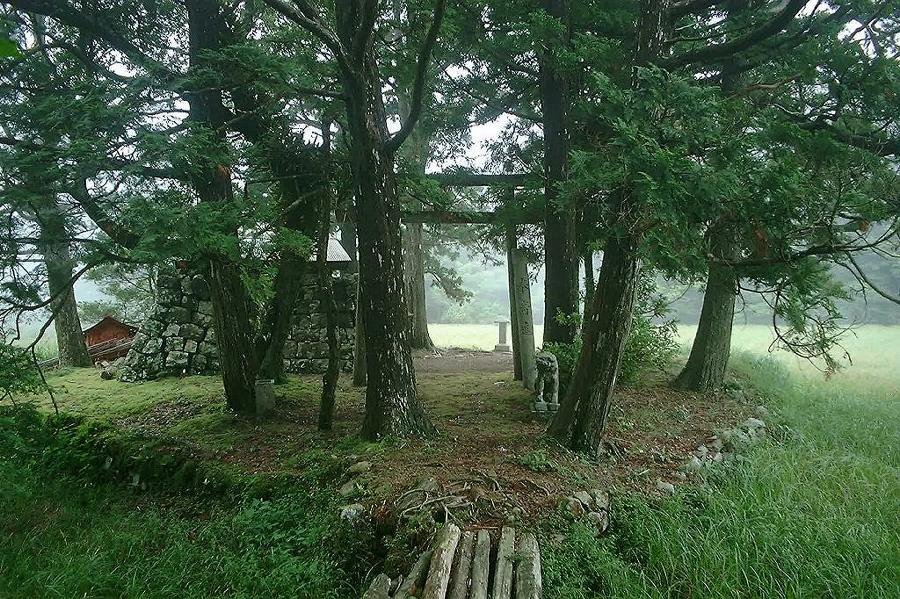
池山神社　入口
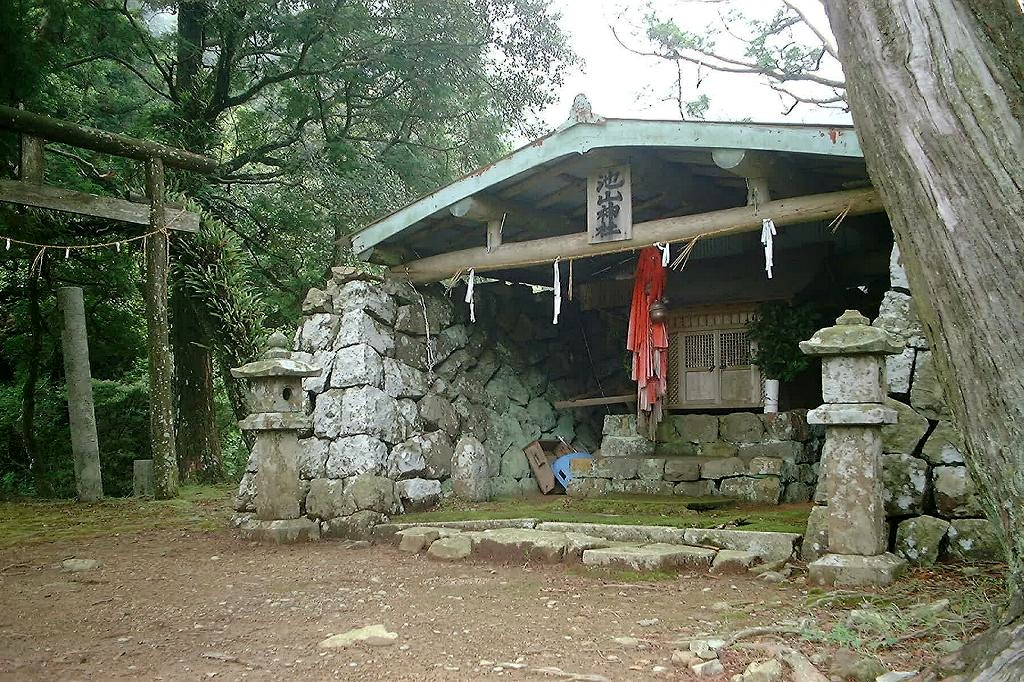
池山神社　境内
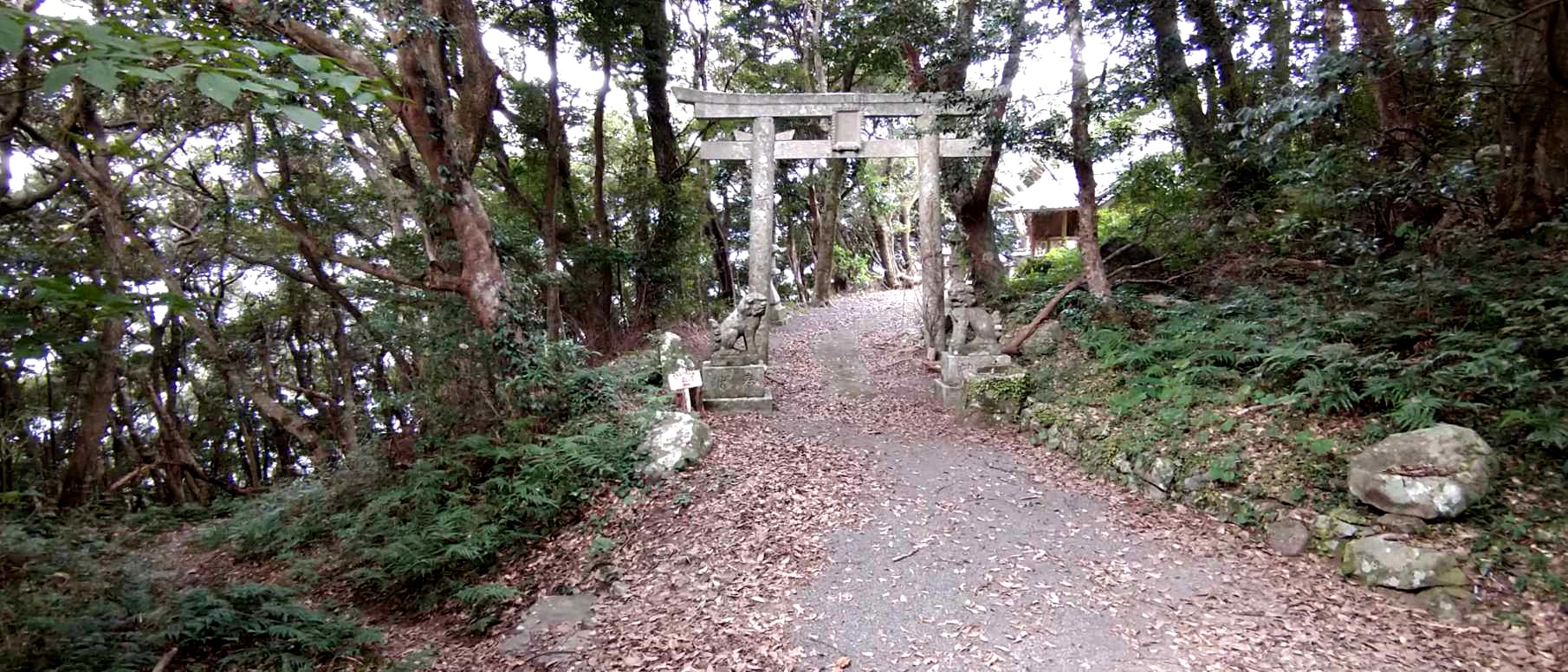
法満宮　入口
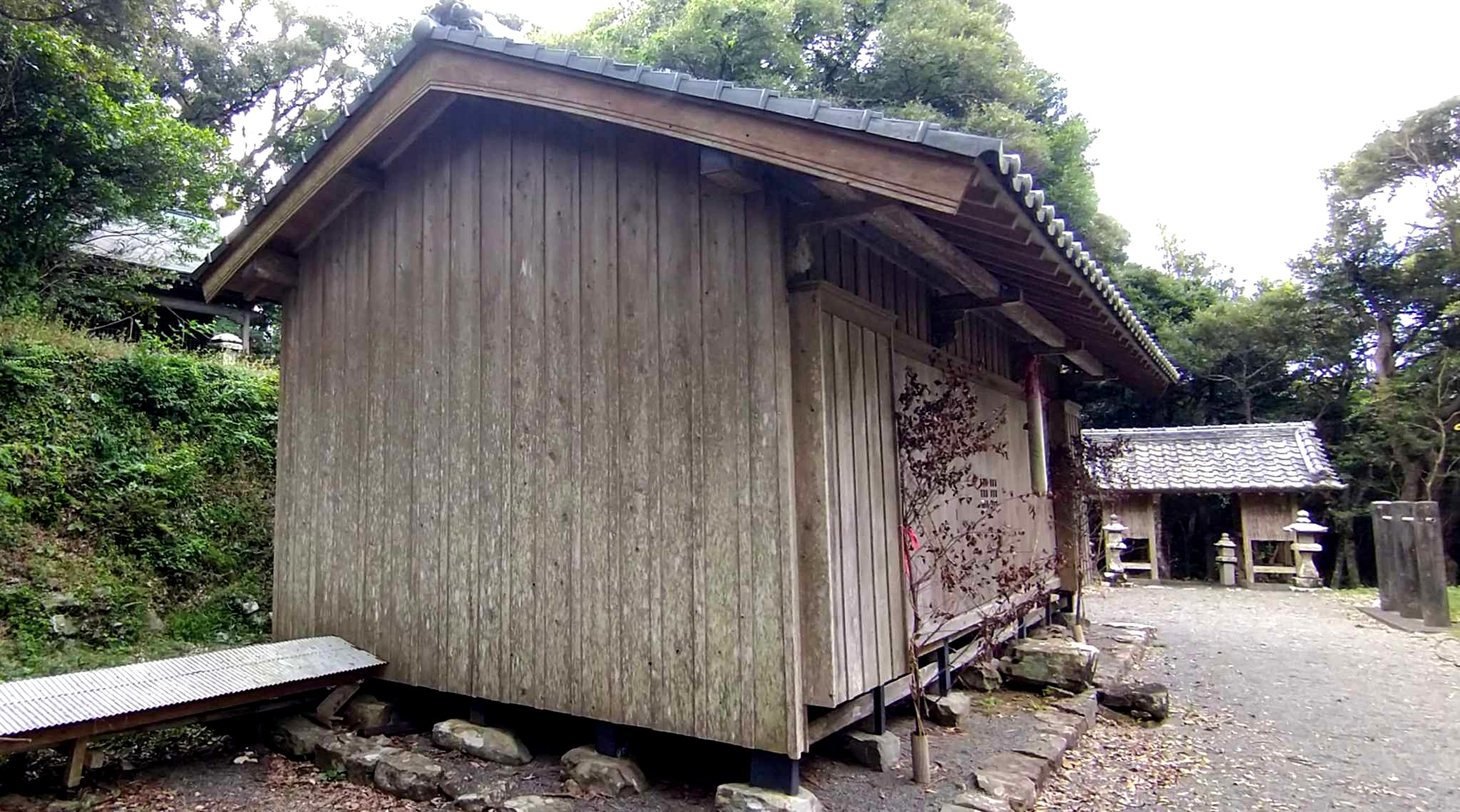
法満宮　境内
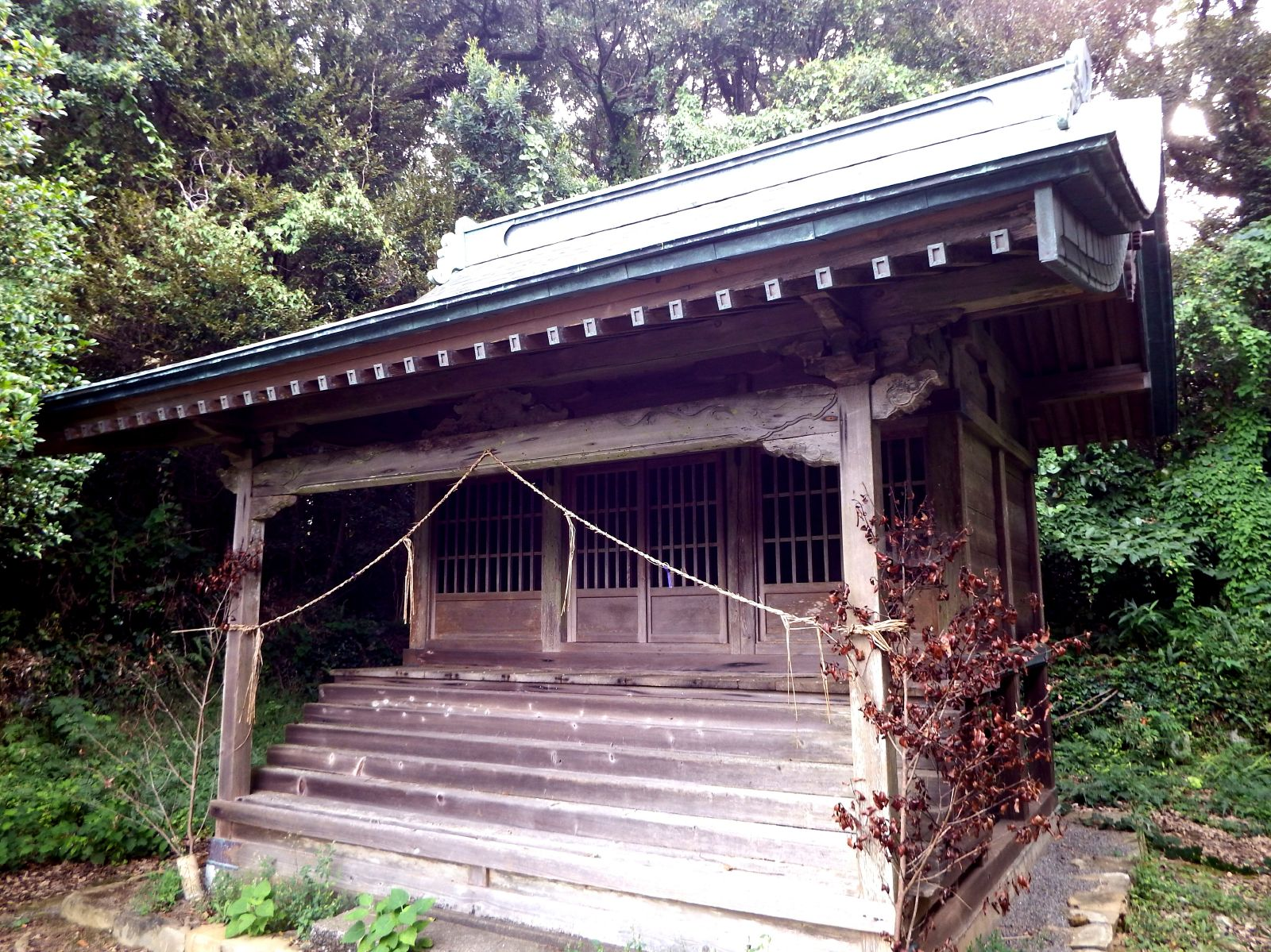
法満宮　本殿

## 周辺の番外霊場

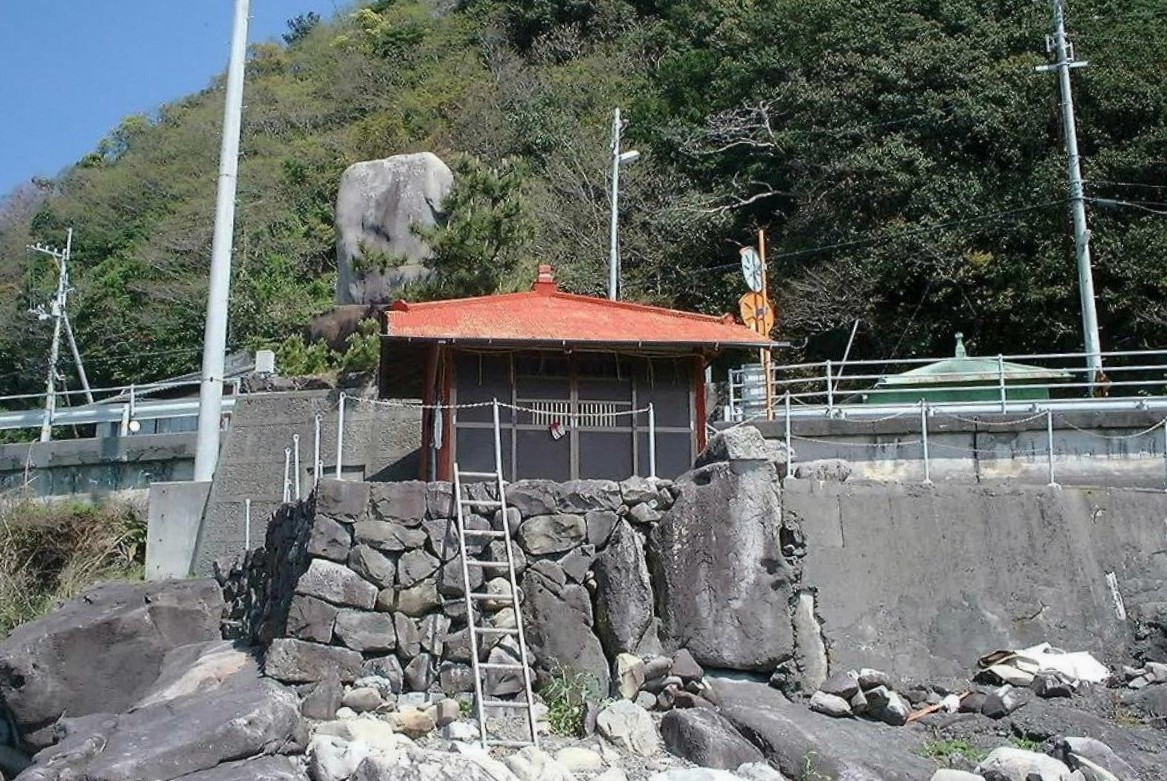
加領郷大師堂

加領郷大師堂（かりょうごうだいしどう）
行当岬の不動堂から太平洋の海沿いの道を神峯寺へ向かう途中の加領郷漁港の近く、空海が修行されたとする場所に大師堂と空海が洗濯をしたと云われる御盥石の霊跡がある。ここには、国道脇の山側と海側に階段を下りた所との二つの大師堂があり、海側の大師堂の中には洞の開いた大きな岩があり中に石の大師像が祀られている。そこから数十ｍ海に向かうと大きな岩があり御盥石であって、その上部に丸い穴があり水が溜まっていて水面は右回りに回っている。
- 所在地：高知県奈半利町甲字加領郷 （加領郷大師堂）

## 前後の札所
四国八十八箇所
25 津照寺 --(3.8 km)-- 26  金剛頂寺 --(27.5 km)-- 27 神峯寺

## 周辺
- 道の駅キラメッセ室戸
- 国立室戸青少年自然の家
- 室戸市役所